# رايموند باركر
رايموند باركر (بالإنجليزية: Raymond Parker)‏ هو سياسي أمريكي، ولد في 29 يوليو 1937. حزبياً، نشط في الحزب الديمقراطي.